# Six Degrees of Inner Turbulence
Six Degrees of Inner Turbulence (frequentemente abreviado como SDOIT ou 6DOIT) é o sexto álbum de estúdio da banda de metal progressivo Dream Theater, lançado no dia 29 de Janeiro de 2002, pela gravadora Elektra Records.
De acordo com a banda, trabalhos que influenciaram este disco incluem Master of Puppets do Metallica, OK Computer do Radiohead (e um bootleg que Mike obteve), Far Beyond Driven e a música "Mouth for War" do Pantera, Rust in Peace do Megadeth, Achtung Baby do U2, Ænima do Tool, The Downward Spiral do Nine Inch Nails, Superunknown do Soundgarden, Dirt do Alice in Chains, Thud de Kevin Gilbert, Faith Hope Love do King's X, Space in Your Face do Galactic Cowboys, The Battle of Los Angeles do Rage Against the Machine, Chopin Nocturnes de Maria Tipo e Béla Bartók.
A faixa "The Great Debate" foi escrita para ser um debate apartidário sobre as polêmica em torno das pesquisas com células-tronco. O nome original da faixa era "Conflict at Ground Zero", termo retirado do seu refrão, mas o título foi alterado após o noticiário começar a se referir ao local dos ataques de 11 de setembro em Nova Iorque como "ground zero". A banda estava em Manhattan no momento do ataque, concluindo a mixagem do disco em um estúdio local.
A letra de "Disappear" foi escrita pelo vocalista James LaBrie e tratam da morte; originalmente ela era intitulada "Move On".

## Faixas
| Disco 1        |                                                                              |                |         |  |
| N.º            | Título                                                                       | Letras         | Duração |  |
| 1.             | "The Glass Prison" - I. "Reflection" - II. "Restoration" - III. "Revelation" | Mike Portnoy   | 13:53   |  |
| 2.             | "Blind Faith"                                                                | James LaBrie   | 10:21   |  |
| 3.             | "Misunderstood"                                                              | John Petrucci  | 9:33    |  |
| 4.             | "The Great Debate"                                                           | Petrucci       | 13:43   |  |
| 5.             | "Disappear"                                                                  | LaBrie         | 6:46    |  |
| Duração total: | Duração total:                                                               | Duração total: | 53:36   |  |

| Disco 2 | | |         |  |
| N.º     | Título | Letras | Duração |  |
| 1.      | "Six Degrees Of Inner Turbulence" - I. "Overture" - II. "About to Crash" - III. "War Inside My Head" - IV. "The Test That Stumped Them All" - V. "Goodnight Kiss" - VI. "Solitary Shell" - VII. "About to Crash" (Reprise) - VIII. "Losing Time / Grand Finale" | Petrucci, Portnoy - (instrumental) - Petrucci - Portnoy - Portnoy - Portnoy - Petrucci - Petrucci - Petrucci | 42:04   |  |
| 2.      | "Solitary Shell (Radio Edit) (Faixa bônus da Edição Japonesa)" | Petrucci | 4:11    |  |

## Recepção

### Da crítica
| Críticas profissionais | Críticas profissionais |
| Avaliações da crítica  | Avaliações da crítica  |
| Fonte                  | Avaliação              |
| ---------------------- | ---------------------- |
| AllMusic               | [ 4 ]                  |
| Sea of Tranquility     | [ 5 ]                  |
| Rolling Stone          | favorável              |
| Artistdirect           | [ 7 ]                  |
| Entertainment Weekly   | B                      |

### Comercial

#### Paradas
Álbum
| Parada (2002)                  | Maior colocação |
| ------------------------------ | --------------- |
| Estados Unidos (Billboard 200) | 46              |

## Integrantes
- John Petrucci - guitarra
- James LaBrie - vocal
- John Myung - baixo
- Jordan Rudess - teclado
- Mike Portnoy - bateria